# 帕拉迪米纳斯
帕拉迪米纳斯是巴西米纳斯吉拉斯州的一个市镇。总面积550.991平方公里，总人口79852人，人口密度144.9人/平方公里。